# Iphiseiodes metapodalis
Iphiseiodes metapodalis är en spindeldjursart som först beskrevs av E.M. El-Banhawy 1984.  Iphiseiodes metapodalis ingår i släktet Iphiseiodes och familjen Phytoseiidae. Inga underarter finns listade i Catalogue of Life.